# Andrzej Piwowarczyk (pisarz)
Andrzej Piwowarczyk (ur. 1919, zm. 1994) – polski autor powieści i opowiadań kryminalnych, twórca fikcyjnej postaci milicjanta kapitana Gleba. Razem z Janiną Wierzbowską wydał książkę „Jarmark znaczków polskich”. Badał historię poczty getta w Łodzi. Odznaczony Medalem “Za Zasługi dla Rozwoju Publikacji Filatelistycznych”.

## Twórczość
- Stary zegar, wydanie 1956 r. (opowiadanie)[6]
- Królewna?!, wydanie 1956 r. (opowiadanie)[7]
- Maszkary, wydanie 1957 r. (opowiadanie)[8]
- Anthropoid atakuje, Biblioteka Żółtego Tygrysa, 1959[9].
- Drugi rzut, wydanie 1961 r. (opowiadanie, pierwotnie opublikowane pt. Poczmistrz Scheibe)[10]
- Otwarte okno, wydanie 1961 r. (powieść[1], książkę wydano także w radzieckiej Estonii)
- Jarmark znaczków polskich, wydanie 1966 r.
- Gejmen, wydanie 1990 r. (powieść)[1]

Jego opowiadania zostały zebrane razem i wydane jako Kapitan Gleb opowiada, w 1958 i 1960 r.